# 레프숨병
레프숨병(영어: Refsum disease)은 가지사슬 지방산을 분해하는 효소가 없어서 엽록소를 분해하고 생긴 가지달린 지방산인 피탄산이 축적되는 병이다. 피탄산이 축적되면 경련과 시력 저하가 생긴다.
피탄산의 축적을 막으려면 잎채소, 풀은 물론 풀을 먹고자란 고기도 먹지 말아야 한다. 왜냐면 풀을 먹은 동물의 지방에 피탄산이 축적돼있기 때문이다.